# Perlebusk
Perlebusk ( Exochorda) er en monotypisk slægt med en enkelt art. Kendetegn og hjemsted er altså sammenfaldende med det, som beskrives under arten.
| Den beskrevne art |

- Almindelig Perlebusk (Exochorda racemosa)